# Meilegem
Meilegem is een dorpje in de Belgische provincie Oost-Vlaanderen en een deelgemeente van Zwalm, het was een zelfstandige gemeente tot aan de gemeentelijke herindeling van 1971. Het dorp ligt aan de Schelde.

## Geschiedenis
In het gebied zijn enkele prehistorische vondsten gedaan, en er zijn sporen van Gallo-Romeinse bewoning. Op de grens met Beerlegem liep de vertakking van de Gallo-Romeinse weg van Bavay naar Gent.
Een oudste vermelding van het dorp gaat terug tot 1130, als Meylengem. Dit is een Germaanse naam, afgeleid van "Malinga" en "heim".
In 1806 verrichtten twee Franse mijningenieurs, de gebroeders Castiau, afkomstig uit Luik, in Meilegem zonder succes een proefboring naar steenkool.
Aan de Kaaihoeve was een overzet naar Zingem.

## Bezienswaardigheden
- De classicistische Sint-Martinuskerk, heropgebouwd in 1784, met een beschermd orgel
- Bronzen beeld "De Steenbakker" van Philippe Timmermans ingehuldigd in augustus 2000. Model voor dit beeld was inwoner van Meilegem en voormalig Belgisch veldrijder Michel Baele.
- De voormalige en beschermde pastorij van Meilegem

## Natuur en landschap
Meilegem ligt in Zandlemig Vlaanderen op een hoogte van 12-48 meter. Het hoogste punt is de Meilegemberg van waar men een weids uitzicht heeft. Ten westen van Meilegem stroomt de Schelde. Aan de oude Scheldearm vindt men het natuurgebied Kaaimeersen met het bezoekerscentrum De Kaaihoeve.

## Demografische ontwikkeling
- Bronnen:NIS, Opm:1831 tot en met 1970=volkstellingen

## Lijst van burgemeesters
Lijst van burgemeesters van Meilegem tot aan de fusie in 1971 met Munkzwalm:
| Periode   | Naam                        |
| --------- | --------------------------- |
| 1813      | De Vos                      |
| -1897     | Paulinus Callaert           |
|           | Frans Robert De Paepe       |
| -1963     | Odo René De Colfmacker      |
| 1964-1971 | Hervé Antoine De Colfmacker |

## Bekende inwoners
- Michel Baele (°26 juli 1936), voormalig Belgisch veldrijder.

## Galerij

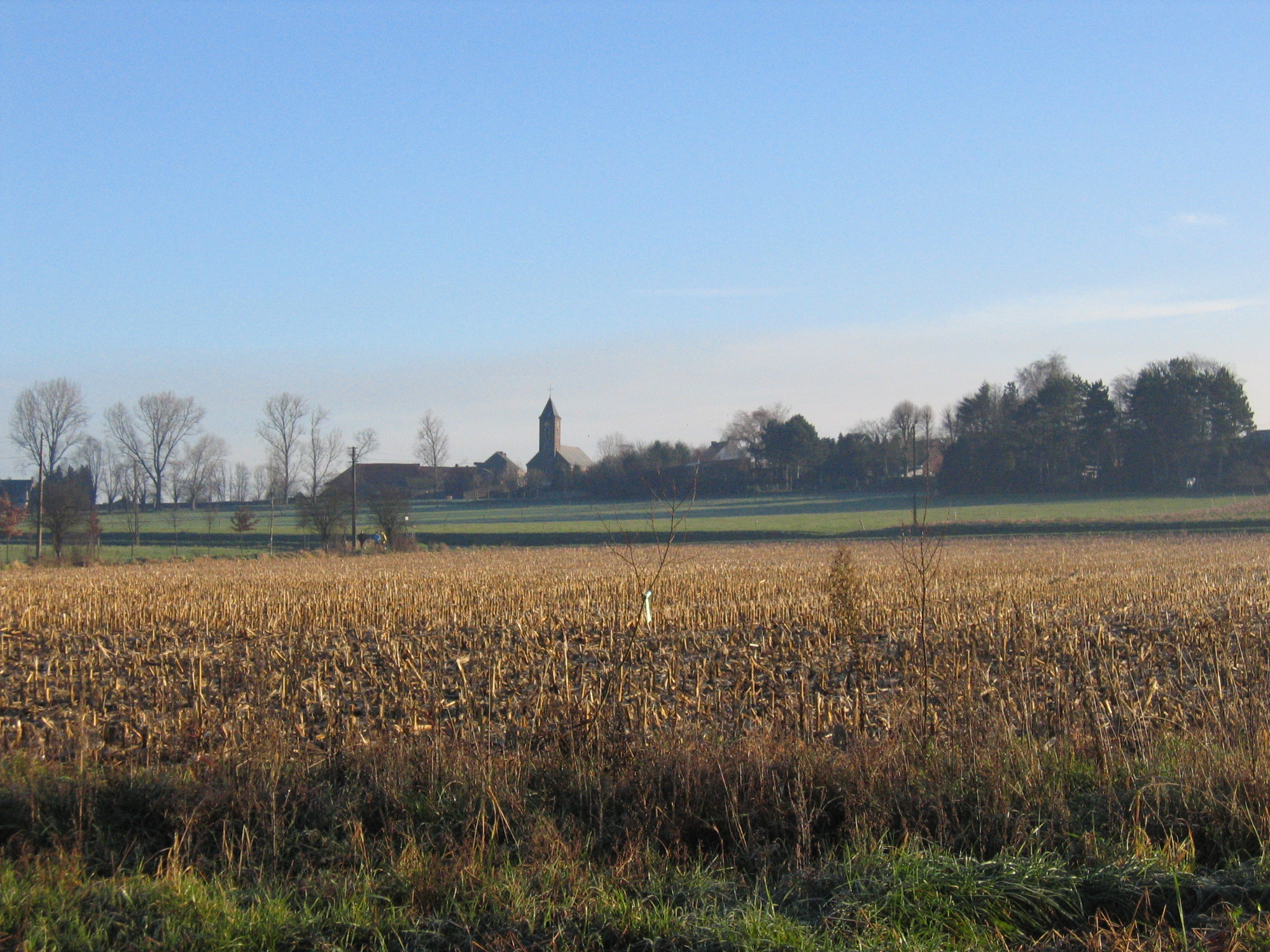
De kerk op de heuvel, gekend als Meilegemberg
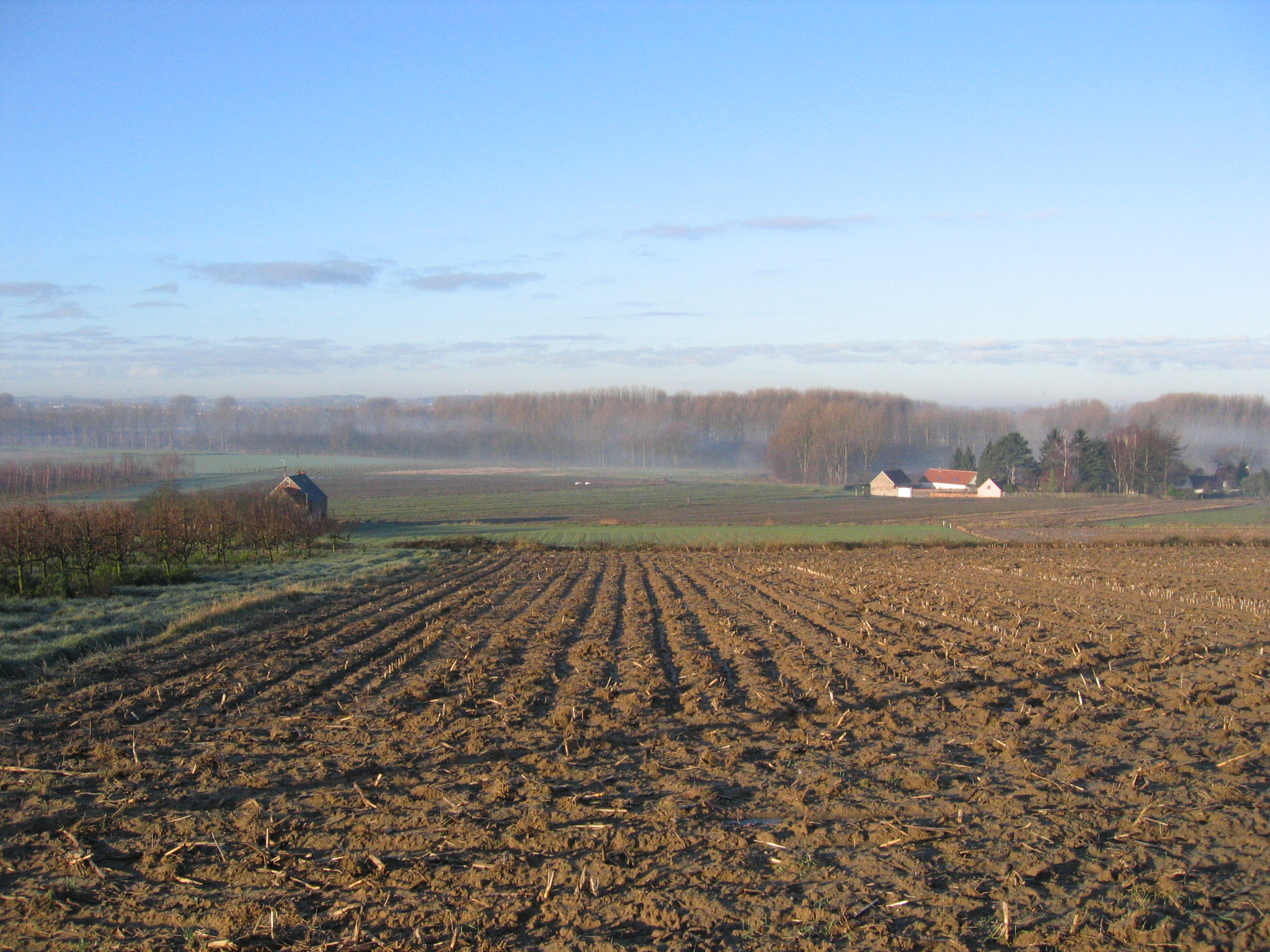
Vergezicht van op de Meilegemberg
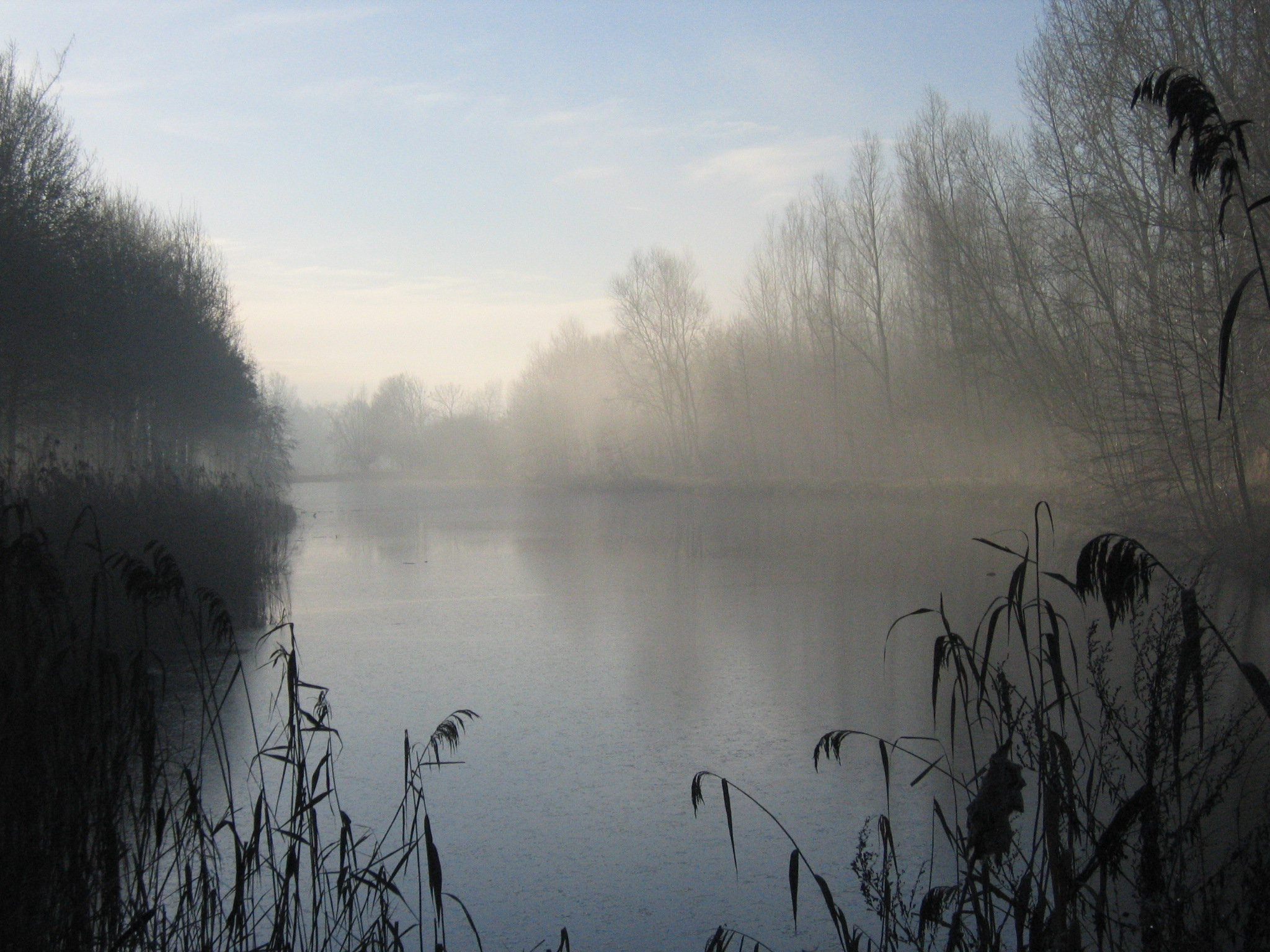
Oude Scheldearm aan de Kaaihoeve
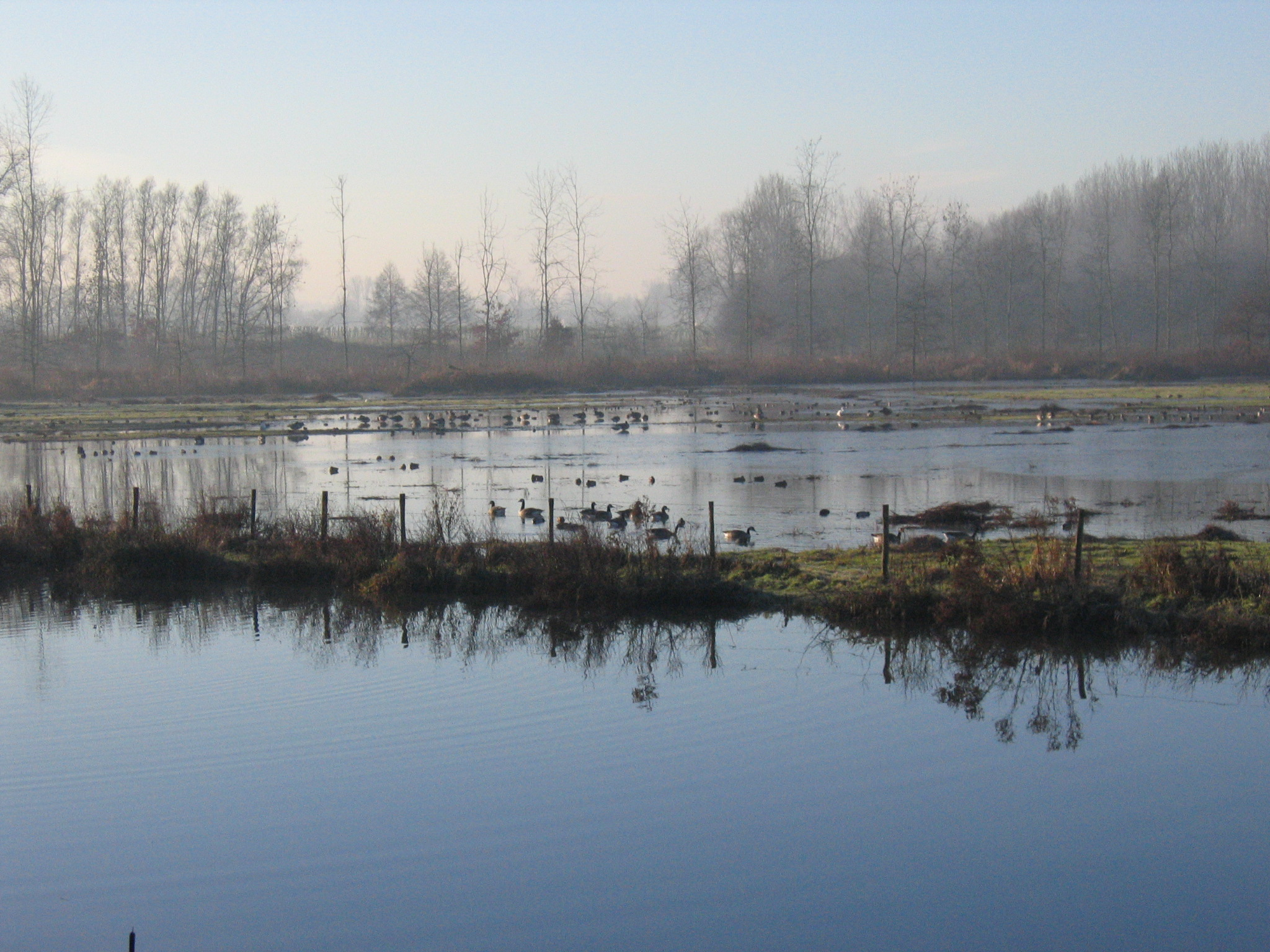
Overstromingsgebied tussen de oude Scheldearm en de Schelde aan de Kaaihoeve

## Nabijgelegen kernen
Hermelgem, Beerlegem, Dikkelvenne
Deelgemeenten: Beerlegem · Dikkele · Hundelgem · Meilegem · Munkzwalm · Nederzwalm-Hermelgem · Paulatem · Roborst · Rozebeke · Sint-Blasius-Boekel · Sint-Denijs-Boekel · Sint-Maria-Latem

Overige dorpen en gehuchten: Hermelgem · Nederzwalm · Wijlegem

Belgische gemeenten · Arrondissement Oudenaarde · Oost-Vlaanderen · Vlaanderen